# 1985 في السودان
فيما يلي قوائم الأحداث التي وقعت خلال عام 1985 في السودان.

## سياسة

### تعيين في المنصب
- 6 أبريل – عبد الرحمن سوار الذهب رئيس السودان.

### انتهاء فترة المنصب
- 6 أبريل – جعفر النميري رئيس السودان.

## مواليد

### أبريل
- 7 أبريل – نصر الدين الشيغايل لاعب كرة قدم سوداني.

### أكتوبر
- 1 أكتوبر – ماجد محمد لاعب كرة قدم قطري.

### غير محدد
- مهند رجب الدابي كاتب وروائي.

## وفيات

### يناير
- 18 يناير – محمود محمد طه (مواليد 1909) مفكر إسلامي.